# Auferweckung des Lazarus (Fougères)

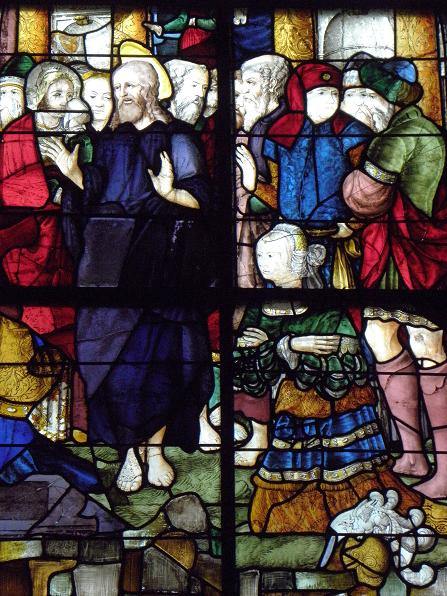
Fenster Auferweckung des Lazarus in Fougères

Das Fenster Auferweckung des Lazarus in der katholischen Pfarrkirche St-Léonard in Fougères, einer französischen Stadt im Département Ille-et-Vilaine in der Region Bretagne, wurde im 16. Jahrhundert geschaffen. Das Bleiglasfenster wurde 1944 als Monument historique in die Liste der Baudenkmäler in Frankreich aufgenommen.
Das zweigeteilte Fenster in der Taufkapelle stammt aus einer unbekannten Werkstatt. Es stellt die Auferweckung des Lazarus dar.
Das Fenster wurde im 19. Jahrhundert restauriert, wobei fehlende Teile ergänzt wurden.